# Nun
Nun, în mitologia egipteană, este un zeu care personifică apele primordiale din care a apărut zeul creator.

## Origine
Nun este numit „Tatăl zeilor”, dar acest titlu subliniază doar vechimea sa necontestată ca element al cosmosului egiptean - ca importanță el este depășit de zeul-soare creator (vezi Atum). Nun are o existență continuă, neafectată de mitologie sau evenimente, și nu participă la ritualurile religioase, neavând temple sau cler propriu. În reprezentările sale pe pereții mormintelor sau în papirusurile religioase, brațele lui Nun îl împing pe soare pe orizont, în cea dea douăsprezecea oră a nopții, pentru a-și începe călătoria în barca zilei (vezi Khepri și Ra). 
Lacurile sacre din incinta templelor (de pildă la Karnak sau Dendera) simbolizau apele primordiale, ceea ce mărea funcția practică în abluțiunile clerului. Când conducătorul sudanez Piankhi (dinastia a XXV-a) a vizitat templul de la Heliopolis, el a afirmat că, asemenea zeului-soare Ra, și-a spălat fața în „fluviul lui Nun”.

## Rol
Faraonul Amenhotep al III-lea a construit la Theba un bazin care l-a încântat pe zeul Nun (adică apa lacului). Uneori, zeul poate reprezenta Nilul, ca într-un imn către Khnum unde se spune că oamenii și zeii se ospătează cu peștii lui Nun.